# 필수업무 지정 및 종사자 보호·지원에 관한 법률
필수업무 지정 및 종사자 보호·지원에 관한 법률은 코로나19 범유행의 영향으로부터 필수노동자를 지원 및 보호하기 위해 2021년 5월 18일 제정, 2021년 11월 19일 시행된 법률이다. 한편 2020년 10월 6일에는 필수노동자를 위한 정책 및 제도마련 토론회가 열렸다.

## 목적
이 법은 재난이 발생한 경우 국민의 생명과 신체의 보호 또는 사회 기능의 안정적 유지를 위한 필수적인 업무에 종사하는 사람을 보호ㆍ지원하기 위하여 필요한 사항을 규정함을 목적으로 한다.

## 용어 정리

### 재난
1. “재난”이란 「재난 및 안전관리 기본법」 제3조제1호에 따른 재난을 말한다.

### 필수업무
2. “필수업무”란 재난이 발생한 경우에도 국민의 생명과 신체의 보호 또는 사회의 기능을 유지하기 위하여 필요한 업무로서 제6조에 따른 필수업무 지정 및 종사자 지원위원회의 심의를 거쳐 고용노동부장관이 정하는 업무를 말한다.

### 필수업무 종사자
3. “필수업무 종사자”란 필수업무를 수행하는 과정에서 자신이 아닌 다른 사람의 사업을 위하여 노무를 제공하는 사람(「근로기준법」 제2조제1항제1호에 따른 근로자를 포함한다. 이하 같다)으로서 제6조에 따른 필수업무 지정 및 종사자 지원위원회의 심의를 거쳐 고용노동부장관이 정하는 사람을 말한다.
1. ↑  대한민국 정책브리핑 (www.korea.kr). “코로나19 대응을 위한 필수노동자 보호.지원대책 발표”.
2. ↑  “필수업무지정및종사자보호ㆍ지원에관한법률”. 2021년 11월 18일에 확인함.